# Val-d’Aigoual
Val-d’Aigoual – gmina we Francji, w regionie Oksytania, w departamencie Gard. W 2013 roku liczba ludności wynosiła 1513 mieszkańców. 
Gmina została utworzona 1 stycznia 2019 roku z połączenia dwóch ówczesnych gmin: Notre-Dame-de-la-Rouvière oraz Valleraugue. Siedzibą gminy została miejscowość Valleraugue. 